# 中国化
中国化（ちゅうごくか、英: Sinicization）は、一つの国家または民族が言語的、文化的に中華文化に同化される、特に中華民族の根幹を成す漢民族（漢族、漢人）が周辺民族を同化及び融合する過程を指す、漢化（かんか、英: Chinalization, Sinicisation, Sinification）やシニサイゼーションともいう。
中国化は中国の歴史において絶え間なく発生し、中国の歴史そのものともいえる。漢族は高度な政治、経済文化、優越な地理条件、圧倒的な人口の優勢を持ち、それ故にこの民族融合の過程の中核的存在であり続けた。

## 歴史上の中国化

中国歴代政権による支配地域の変遷

- 春秋戦国時代、蛮、戎、夷、狄などの民族が夏諸民族と雑居を始め、融合した。
- 西漢時、閩越が漢武帝によって滅ぼされ、100万に及ぶ閩越人が漢族区域に強制移住された。福建に残った閩越も南下した漢族に同化された。
- 魏晋南北朝時代から五代十国時代、匈奴、鮮卑、羯、氐、羌などの北方民族が中原入りし、その中で最も影響を及ぼしたのが鮮卑拓跋部（拓跋氏）の孝文帝の洛陽遷都であった。五代十国のうち、後唐、後漢、後晋はともにテュルク系の突厥沙陀部によって建てられた。沙陀系王朝は漢人王朝の官制を採用し、漢人を官僚に据え、また漢族と通婚をし、半世紀にも及ばない間に漢族と融合した（漢化政策）。
- カール・ウィットフォーゲル以来、北魏の歴史は胡族の漢化の歴史であると説明され、その象徴として洛陽遷都が取り上げられてきたが、韓国の朴漢済（朝鮮語: 박한제、ソウル大学）は、胡族文化と漢族文化がモザイク状に融合し、胡でも漢でもない新たな文化が創出されたという「胡漢体制」を提起している[1]。
- 宋、遼、金、元時代、契丹、女真、党項、モンゴル族、ウイグル族、ユダヤ人、回族などの民族が中原に流入した。元代には、契丹が姿を消し、南下した女真は漢族と雑居通婚をし、漢姓を名乗り、儒学を用い、漢化が進んだ。クビライも政治機構を改革し漢族の文化を導入していった。元代末には、南下した女真や党項は完全に漢族と融合した。
- 漢人政権を復活させた明代の朱元璋は胡服、胡姓、胡語を禁止し、中原にいる漢族以外の諸民族は差別を防ぐため、より漢姓を名乗るようになり、結果的に漢化されていった。
- 清代の満洲族は政治及び軍事的に中国を統治したが、統治を維持するために漢文化を導入し、言語や文化において迅速に漢化されていった。現在、満洲語を操れる満洲族は100人以下（厳密に言えば、20人から70人）とされる。

## チベット
一部の西洋国家やチベット亡命政府は中華人民共和国がチベットの統治に漢語（中国語）教育の推進、寺院の「破壊」、漢族チベットへの移民の推奨などの同化政策を行っていると非難している。これに対し、中国政府は自国の統一を保ち、分裂を防ぐことを最重要課題と見なし、チベット文化の破壊は本意ではなく政策の不全のためであり、その政策も徐々に改善されていると主張している（実際には西洋化または現代化）。また、青蔵鉄道（チンツァン鉄道）などが建設され、チベットでの大陸同化も促進されている。

## 台湾
台湾には元々、漢人ではない原住民族が居住していたが、三国時代から広東省、福建省などから漢人が台湾に移民し始め、漢文化（鶴佬、客家文化を主とする）が台湾にもたらされた。また、この過程で台湾原住民と漢人の間である程度の混血が進められた。
第二次世界大戦、国共内戦に敗れた中国国民党が台湾に移動し、中国化が1990年代まで国民党政権によって強制された。

### 新たな「中国化」
2000年頃から、中国化という単語は台湾の政治において、中国大陸が台湾に及ぼす文化や経済的な影響を指す術語として知られ始めた。台湾独立運動を支持する者は、近年三通を例に挙げられる中国大陸と台湾間の文化、経済的な繋がりの強化は台湾を「中国化」する手段であり、後の中国統一に道を敷く行為だと見なしている。
また、「中国化」は1990年代以降に台湾で盛んになった台湾本土化運動に代表される「脱中国化」（中国語繁体字：去中國化）とよく比べられる。

## その他
與那覇潤は、日本史を「中国化」「再江戸時代化」という概念をキーワードにして説明しているが、これは「普遍的理念に基づく独裁的権力の確立と中間共同体の崩壊」を指すものであり、本稿記述の中国化とは異なる。
清王朝についての中国化については議論がある。
新清史は1990年代半ばに始まる歴史学的傾向であり、清王朝の満洲人王朝としての性質を強調している。以前の歴史観では中国の歴史家を中心に漢人の力を強調し、清は中華王朝として満洲人と漢人が同化したこと、つまり「漢化」が大きな役割を果たしたとされていた。1980年代から1990年代初頭にかけて、しかし日本やアメリカ学者たちは満洲語やモンゴル語、チベット語やロシア語等の漢字文献以外の文献と実地研究を重視し、満洲人は満洲語や伝統である騎射を保ち、それぞれの地域で異なった体制で統治していたため長期的支配が行えたとし、中華王朝よりも中央ユーラシア的な体制を強調している。満洲人の母語はアルタイ系言語である満洲語であったこと、広大な領域を有した領土の4分の3が非漢字圏であったことなど「清朝は秦・漢以来の中国王朝の伝統を引き継ぐ最後の中華王朝である」という一般に流布している視点は正確ではないとしている
。
中国国内では「新清史」の学術的成果は認められつつあるものの、「漢化」を否定する主張については反対が根強くある。2016年においても劉文鵬が「内陸亜洲視野下的“新清史”研究」で「『新清史」は内陸アジアという地理的、文化的概念を政治的概念に置き換えたことにより中国の多民族的国家の正統性を批判している」としていることからも、現在の中国においては新清史の学術的価値は認められつつも、その主張には依然として反対する流れに変化は無いようである。
なお「新清史」は、2003年に中国国務院によって承認された新清史とは無関係である。